# Bunchosia glandulifera
Bunchosia glandulifera là một loài thực vật có hoa trong họ Malpighiaceae. Loài này được (Jacq.) Kunth mô tả khoa học đầu tiên năm 1822.